# Praat
Praat je prosti računalniški program za fonetične analize govora. Ustvarila sta ga Paul Boersma in David Weenink iz Univerze v Amsterdamu. Program razvijata in nadgrajujeta še naprej. Praat deluje na številnih operacijskih sistemih, vključno z več verzijami Unixa, Linuxa, Maca in Microsoft Windowsa (2000, XP, Vista, 7, 8, 10). Program podpira jezikovno sintezo.

## Uporabnost
Glede na namen se za jezikoslovno transkribiranje uporabljata predvsem dva računalniška programa – Transcriber in Praat. Oba imata svoje prednosti in slabosti. Poleg njiju obstaja še vrsta drugih jezikoslovnih računalniških orodij za transkribiranje, ki v slovenskem jezikoslovju niso v široki uporabi. 
Prednosti Praata:
- Poleg transkribiranja ponuja tudi možnost akustične oz. fonetične analize govora (raziskovanje besedilnofonetičnih parametrov),
- možnost zapisa hkratnega govora več kot dveh govorcev,
- preprosto predvajanje zvočnega posnetka in segmentiranje signala na manjše enote,
- preprost prenos transkribiranega besedila v poljubni urejevalnik besedil,
- je prostodostopen,
- je pogosto uporabljan v slovenskem jezikoslovju; raziskovalne izkušnje z njegovo uporabo so javno objavljene na več mestih.

Pomanjkljivosti Praata:
- Ne podpira slikovnih in prevelikih datotek,
- zaradi številnih funkcij akustične analize govora ni najbolj uporabniško prijazen za transkribiranje,
- ne omogoča vnosa podatkov o govorcih in diskurzih,
- ne omogoča vnosa metaoznak,
- izhodna datoteka ni v XML-formatu, ampak v posebni Praatovi obliki.

## Zgodovina programskih verzij
| Verzija | Datum             |
| ------- | ----------------- |
| 3.1     | 5. december 1995  |
| 4.0     | 15. oktober 2001  |
| 4.1     | 5. junij 2003     |
| 5.0     | 10. december 2007 |
| 5.1     | 31. januar 2009   |
| 5.2     | 29. oktober 2010  |
| 5.3     | 15. oktober 2011  |
| 5.4     | 4. oktober 2014   |
| 6.0     | 28. oktober 2015  |
| 6.1     | 13. julij 2019    |